# 德肯普冰原島峰
72°16′S 160°22′E / 72.267°S 160.367°E
德肯普冰原島峰（英語：De Camp Nunatak），是南極洲的冰原島峰，位於維多利亞地的彭內爾海岸，屬於奧特巴克冰原島峰的一部分，處於沃卡姆山東南面6公里，美國地質調查局根據測量和該國海軍的空中照片繪入地圖，現時由南極條約體系管理。